# NGC 3712
NGC 3712 est une galaxie spirale barrée située dans la constellation de la Grande Ourse. NGC 3712 a été découverte par l'astronome britannique John Herschel en 1785.

## Caractéristiques
NGC 3712 présente une large raie HI.

### Distance
Sa vitesse par rapport au fond diffus cosmologique est de 1 881 ± 21 km/s, ce qui correspond à une distance de Hubble de 27,7 ± 2,0 Mpc (∼90,3 millions d'al).

### Identification
Selon le professeur Seligman et Wolfgang Steinicke, NGC 3712 est la même galaxie que NGC 3714, soit PGC 35556.